# Epistemische Rechtfertigung
Der Ausdruck epistemische Rechtfertigung bezeichnet in der erkenntnistheoretischen Debatte eine Bedingung, die eine Überzeugung erfüllen muss, um Wissen zu sein. Statt von einer epistemischen Rechtfertigung spricht man auch häufig von der Begründung von Überzeugungen.
Erstmals eingeführt wird die Rechtfertigung als Bedingung für Wissen in Platons Theaitetos, wo Wissen als wahre Überzeugung, die mit Begründung verbunden ist, analysiert wird. Dieses Modell bildete lange Zeit die prominenteste Wissensanalyse. Erst in der zweiten Hälfte des 20. Jahrhunderts tauchten vermehrt Ansätze auf, die Rechtfertigung nicht als notwendig für Wissen ansehen.
Epistemische Rechtfertigungen sind von anderen Rechtfertigungen zu unterscheiden, bei denen Wahrheitsgründe nicht im Vordergrund stehen – wie z. B. moralische oder Klugheitsgründe. Dabei kann eine Überzeugung zugleich aus anderen Gründen gerechtfertigt und epistemisch nicht gerechtfertigt sein (wie z. B. die Überzeugung vom Erfolg einer wichtigen, aber riskanten Unternehmung).

## Was sind Rechtfertigungen?
Bei einer Rechtfertigung handelt es sich generell um eine Beziehung zwischen etwas, das rechtfertigt („Rechtfertiger“) und etwas, das gerechtfertigt wird. Als Träger von Rechtfertigungen kommen grundsätzlich Überzeugungen, Meinungen (im Sinne des engl. „belief“, Für-wahr-halten) und Propositionen in Frage, wobei in der Erkenntnistheorie der Gegenwart Überzeugungen der Vorzug gegeben wird. Umstritten dagegen ist die Frage, was als Rechtfertiger in Frage kommt. Viele Philosophen meinen, dass Überzeugungen nur durch andere Überzeugungen gerechtfertigt werden können (z. B. Otto Neurath, Donald Davidson). Da Überzeugungen einen propositionalen Gehalt haben, müsse auch dasjenige, das die Überzeugung rechtfertigt, einen propositionalen Gehalt haben. Manche Philosophen dagegen (Moritz Schlick, John McDowell)
sind der Meinung, dass auch etwas, das selbst keine Überzeugung ist, Überzeugungen rechtfertigen kann. Häufig wird dabei auf Wahrnehmungserlebnisse verwiesen, die keinen propositionalen Gehalt aufweisen sollen. Ob es solche nicht-propositionalen Wahrnehmungserlebnisse tatsächlich gibt und inwieweit diese überhaupt propositionale Überzeugungen rechtfertigen können sollen, ist umstritten.
Rechtfertigungen haben stets eine normative Komponente. Wenn wir sagen, dass eine Überzeugung gerechtfertigt ist, treffen wir damit nicht nur eine Aussage über deren Beschaffenheit, sondern auch darüber, wie sie aus erkenntnistheoretischer Sicht sein sollte.
Kennzeichnend für Rechtfertigungen ist auch ihr gradueller Charakter; sie können schwächere oder stärkere Gründe für die Wahrheit einer Überzeugung liefern. Zusätzliche Gründe können den Rechtfertigungsgrad einer Überzeugung erhöhen.
Zur Erklärung, wann eine Überzeugung gerechtfertigt ist, existieren zwei Modelle. Nach dem Modell der erkenntnistheoretischen Pflichten (z. B. René Descartes, John Locke) ist eine Überzeugung einer Person dann gerechtfertigt, wenn diese gegen keine der epistemischen Pflichten verstößt. Dieses Rechtfertigungs-Verständnis wird auch als deontologische Konzeption bezeichnet, womit dem normativen Charakter der epistemischen Begriffe Rechnung getragen wird. Nach dem Modell der instrumentellen Rationalität (z. B. Laurence Bonjour) dagegen ist die Überzeugung einer Person dann gerechtfertigt, wenn sie auf Methoden gestützt ist oder durch Prozesse hervorgebracht wird, die zuverlässig zum epistemischen Ziel der Wahrheit hinführen.

### Überzeugungen
Wir sprechen in zweierlei Hinsicht von Überzeugungen. Zum einen bezeichnen wir als Überzeugung das, wovon jemand überzeugt ist, also den Inhalt der Überzeugung bzw. die entsprechende Proposition, das Für-wahr-gehaltene. Zum anderen nennen wir aber auch die spezifische Einstellung zu einer Proposition eine Überzeugung, also das Für-wahr-halten selbst. Wir unterscheiden diese Einstellung dann von anderen geistigen Einstellungen, die man zu Propositionen haben kann wie Überzeugungen, Wünsche, Befürchtungen, Hoffnungen etc.
Verschiedene Überzeugungen können sich bezüglich ihres Inhalts und ihrer Stärke voneinander unterscheiden. Inhaltlich können sich Überzeugungen extensional und intensional unterscheiden. Die Stärke einer Überzeugung kann mit dem Grad der subjektiven Wahrscheinlichkeit ausgedrückt werden.

### Rechtfertigung und Wahrheit
Der Begriff „Rechtfertigung“ ist vom Begriff der Wahrheit zu unterscheiden. Rechtfertigungen garantieren die Wahrheit einer Überzeugung zwar nicht, eine gute Rechtfertigung sollte aber zumindest ein „gutes Mittel“ auf dem Weg zur Wahrheit darstellen.
Weiterhin wird der Begriff „Rechtfertigung“ vom Wahrheits-Begriff im Allgemeinen dadurch abgegrenzt, dass auf die grundsätzliche Personen- und Zeitrelativität von Rechtfertigungen hingewiesen wird. Ob eine Überzeugung gerechtfertigt ist, hängt nicht allein von ihrem Inhalt, sondern von den Gründen ab, die die jeweilige Person für ihre Überzeugung hat. Diese Gründe können sich dabei auch mit der Zeit ändern. So war die Überzeugung, dass die Erde eine Scheibe ist, zwar in früheren Zeiten vielleicht gerechtfertigt, aber niemals wahr.

## Rechtfertigungsstrukturen
Aus der Annahme, dass Überzeugungen immer durch Gründe gerechtfertigt sein müssen, ergibt sich ein Trilemma, welches bis auf Aristoteles zurückgeführt werden kann
und prominent durch Sextus Empiricus dargestellt wird
(Agrippa-Trilemma). In der deutschsprachigen Philosophie wurde es unter dem Namen Münchhausen-Trilemma bekannt. Demnach führt jeder Rechtfertigungs-Versuch (a) entweder in einen infiniten Regress von Gründen oder (b) zu einem willkürlichen Abbruch der Angabe von Gründen oder (c) in einen Begründungszirkel.
Dieses Trilemma ergibt sich allerdings nur dann, wenn man annimmt, dass jede Rechtfertigung Gründe erfordert, die ihrerseits nur durch Gründe gerechtfertigt werden können. Dies versuchen verschiedene Rechtfertigungs-Theorien wie z. B. der Fundamentalismus, der Kohärentismus und der Kontextualismus zu vermeiden.

### Fundamentalismus
Der Fundamentalismus ist die bei weitem älteste und wohl noch immer am weitesten verbreitete Rechtfertigungsstrategie. Er unterscheidet formal zwei Typen von Überzeugungen: basale und nicht-basale Überzeugungen.
Für den Fundamentalismus liegt der Ursprung aller Rechtfertigung in den basalen Überzeugungen. Sie sind gerechtfertigt, ohne dass deren Rechtfertigung von anderen Überzeugungen abhängt. Alle nicht-basalen Überzeugungen sind nur insofern gerechtfertigt, als sie auf kürzerem oder längerem Weg aus basalen Überzeugungen abgeleitet werden können.
Nach Grundmann lassen sich fundamentalistische Positionen danach unterscheiden, welche Überzeugungen sie für basal halten (a), für wie stabil sie diese betrachten (b) und wodurch sie diese für sie gerechtfertigt sind (c):
- (a) Für rationalistische Fundamentalisten (z. B. Platon, Descartes) sind solche Überzeugungen basal, die auf einer apriorischen Einsicht in notwendige Vernunft-Wahrheiten beruhen. Empiristische Fundamentalisten hingegen (z. B. Britischer Empirismus, Russell, Ayer, Schlick) sehen als Grundlage basaler Überzeugungen die Sinneswahrnehmung an.
- (b) Starke Fundamentalisten wie Descartes behaupten, dass basale Überzeugungen rational unanfechtbar sind, während diese für moderate Fundamentalisten zwar keiner weiteren Begründung durch andere Überzeugungen bedürfen, aber dennoch grundsätzlich anfechtbar sind.
- (c) Als Instanz der Rechtfertigung gilt psychologischen Fundamentalisten die absolute Sicherheit des Überzeugungsinhabers von der Wahrheit seiner Überzeugung. Für den externalistischen Fundamentalisten bildet die Zuverlässigkeit überzeugungsbildender Prozesse die entscheidende Rechtfertigungs-Instanz, während für den internalistischen Fundamentalisten die basale Überzeugung durch sich selbst, ihr unmittelbares Einleuchten gerechtfertigt ist.

### Kohärentismus
Der Kohärentismus entstand im 20. Jhd. als Reaktion auf den Fundamentalismus. Er wurde u. a. von Otto Neurath, Brand Blanshard, W.V.O. Quine, Wilfrid Sellars, Keith Lehrer, Donald Davidson und dem frühen Laurence BonJour vertreten.
Für den Kohärentismus gibt es keine basalen Überzeugungen, da eine Überzeugung für sich allein genommen nicht gerechtfertigt sein könne. Die Rechtfertigung jeder einzelnen Überzeugung hänge dagegen von der globalen Struktur der Beziehungen in einem ganzen System von Überzeugungen ab. Je enger und systematischer die Überzeugungen in einem solchen System miteinander zusammenhängen, desto größer sei der Grad an Rechtfertigung dieses Systems und aller seiner Elemente. Für den Kohärentismus kann damit jede Überzeugung revidiert werden, wenn dadurch der Gesamtzusammenhang des Systems verbessert wird.
Zu einem kohärenten System gehören dabei die logische Konsistenz der einzelnen Überzeugungen und ihre Beziehungen zueinander, die unterschiedlichster Art sein können (z. B. konklusive, induktive, probabilistische und explanatorische Beziehungen).

### Kontextualismus
Der Kontextualismus kann als eine Form des Fundamentalismus betrachtet werden. Wie dieser unterscheidet auch er zwischen basalen und nicht-basalen Überzeugungen. Was allerdings eine basale Überzeugung ist, steht dem Kontextualismus zufolge nicht ein für alle Mal fest, sondern hängt vom Kontext des Gesprächs oder der Untersuchung ab. Die in einer Gesprächssituation als unstrittig vorausgesetzten Überzeugungen sind demnach solange (vorläufig) gerechtfertigt bis einer der Gesprächsteilnehmer plausible Gründe gegen die Wahrheit dieser Überzeugung anführt. Unstrittige Äußerungen genießen einen so genannten „default-Status“; sie gelten als erkenntnistheoretisch akzeptabel, solange nichts gegen sie spricht.

## Internalismus-Externalismus-Debatte
Eine der wichtigsten erkenntnistheoretischen Debatten seit den 1980er Jahren dreht sich um das so genannte „Internalismus-Externalismus-Problem“. Diese Debatte beschäftigt sich mit dem ontologischen Status von Gründen (1) und dem Verhältnis des Erkenntnissubjekts zu ihnen (2).
Bezüglich des ontologischen Status‘ von Gründen (1) vertreten internalistische Theorien die Ansicht, dass Gründe allein von der mentalen Perspektive des Erkenntnissubjekts abhängen. Gründe sind demnach rein geistige Zustände (Überzeugungen, Wahrnehmungserlebnisse, Erinnerungen, Empfindungen etc.). Externalistische Theorien hingegen halten auch objektive, von der subjektiven Perspektive unabhängige Tatsachen für rechtfertigungsrelevant.
Zur Frage des Verhältnisses des Erkenntnissubjekts zu seinen Gründen (2) behaupten internalistische Theorien, dass die Erkenntnisgründe dem Erkenntnissubjekt kognitiv bekannt sein müssen, um als Gründe gelten zu können; für externalistische Theorien genügt dagegen das bloße Vorhandensein des Grundes.